# Тюленев, Петр Алексеевич
Петр Алексе́евич Тюле́нев (родился 7 апреля 1983 года в Москве) — российский журналист, главный редактор журнала «Мир фантастики» с февраля 2008 года по декабрь 2009 года.
Выпускник МГУ им. М. В. Ломоносова 2008 года по специальности «Журналистика».
В 2001—2002 годах работал корреспондентом в ИД «Коммерсантъ». С 2002 года сотрудничает с ИД «ТехноМир»: публикуется в журнале «Игромания», в «Мире фантастики» — с первого номера журнала (с сентября 2003 года) по январь 2010 года. За этот период прошёл путь от редактора CD-приложения до главного редактора журнала. Впоследствии периодически продолжал писать в журнал статьи и рецензии на тематику настольных игр (с лета 2010 года по весну 2011 года был редактором настольного раздела). В 2011—2012 годах главный редактор в издательстве «Мир хобби», издающем настольные игры. С 2015 года возглавляет отдел разработки игр этого издательства.
Автор настольных игр «Боец», «Мисс Русская ночь» (с Тимофеем Бокаревым), «Поселенцы. Основатели Империи» (с Алексеем Калининым), «Звёздные Войны. Изгой-один. Путь к надежде», «Гравити Фолз: Бесконечное лето».